# Montes Tararua

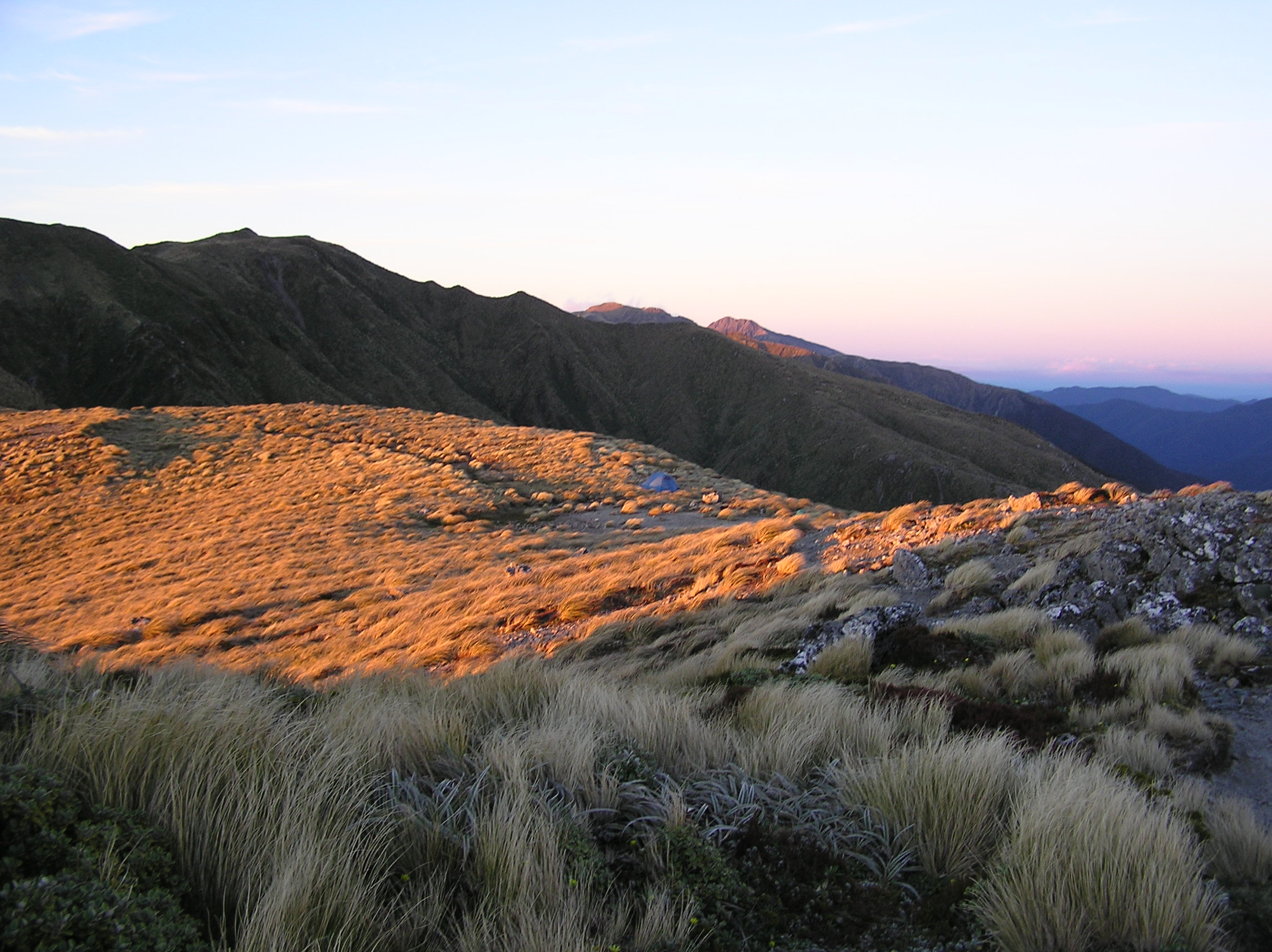

Os Montes Tararua (em inglês: Tararua Range) são uma das várias cadeias de montanhas na Ilha Norte da Nova Zelândia. Eles formam um sulco correndo em paralelo com a costa leste da ilha entre o East Cape e Wellington.
A única estrada que atravessa os montes e está aberta em qualquer condição climática é a "Pahiatua Track", que se junta a Palmerston North e Pahiatua e é usada principalmente quando a estrada da Cordilheira Manawatu está fechada.